# 粗柄擬蕨蘚
粗柄擬蕨蘚（学名：Pterobryopsis subcrassicaulis）为蕨蘚科擬蕨蘚屬下的一个种。

## 扩展阅读
- 維基物種上的相關：粗柄擬蕨蘚